# Axel Stordahl
Axel Stordahl (Staten Island, Nueva York, 8 de agosto de 1913-30 de agosto de 1963) fue un arreglista musical activo desde finales de los años treinta hasta los años cincuenta. Es conocido especialmente por su trabajo con Frank Sinatra para la compañía Columbia durante los años cuarenta. Caracterizado por la sofisticación de sus orquestaciones, Stordahl es considerado uno de los puntales en la modernización de los arreglos de la música popular.

## Reseña biográfica
De padres noruegos, Stordahl empezó su carrera como trompetista en orquestas de jazz que tocaban en salones de baile. En 1935 se unió a la nueva orquesta de Tommy Dorsey y se convirtió pronto en el principal arreglista de la misma. En enero de 1940, Sinatra se unió al grupo como vocalista y los arreglos de Stordhal se revelaron como especialmente adecuados a la voz del cantante.
En enero de 1942 Stordahl arregló las primeras grabaciones comerciales de Sinatra como solista (que aparecieron en la filial de RCA Bluebird), y cuando Sinatra abandonó a Dorsey siete meses después, Stordhal lo acompañó. En la década siguiente, Sinatra grabó unos trescientos temas para Columbia, de los cuales las tres cuartas partes fueron arreglados por Stordhal. Además, este proveyó los acompañamientos musicales —tanto como arreglista como director— en varios cientos de canciones interpretadas por Sinatra en distintos programas de radio.
Stordahl ha sido admirado por su habilidad a la hora de modelar la voz de Sinatra, creando un suave pero opulente sonido con sus violines arremolinados, ritmos subyacentes e instrumentos de viento. Fue uno de los primeros arreglistas estadounidenses en acoplar su trabajo a las cualidades vocales específicas de un cantante. Cuando Sinatra firmó con Capitol en 1953, Stordahl le arregló sus primeras sesiones (produciendo cuatro canciones). Desde entonces y ya desde su primer disco para Capitol, Sinatra optó, sin embargo, por la colaboración de Nelson Riddle, que cultivaba la orientación jazzísticas de sus cualidades.
Stordahl, que se casó con la cantante June Hutton (de las Pied Pipers) en 1951, trabajó también con cantantes como Bing Crosby, Doris Day, Eddie Fisher, Dinah Shore y Dean Martin, entre otros. En 1961, Sinatra volvió a trabajar con él para su último disco Capitol, Point of No Return.
Como compositor, Stordahl es autor de algunas canciones entre las que "Day by Day" es la más conocida.
Stordahl murió en Encino, California , en 1963 a los cincuenta años víctima de un cáncer. Está enterrado en el Forest Lawn Memorial Park Cemetery en Glendale, California. Su mujer, June Hutton —fallecida en 1973—, está enterrada a su lado.